# Cantó de Claye-Souilly
El cantó de Claye-Souilly és una divisió administrativa francesa del departament del Sena i Marne, situat al districte de Meaux. Des del 2015 té 30 municipis i el cap és Claye-Souilly.

## Municipis
- Annet-sur-Marne
- Barcy
- Chambry
- Charmentray
- Charny
- Claye-Souilly
- Crégy-lès-Meaux
- Cuisy
- Forfry
- Fresnes-sur-Marne
- Gesvres-le-Chapitre
- Gressy
- Isles-lès-Villenoy
- Iverny
- Mareuil-lès-Meaux
- Messy
- Monthyon
- Chauconin-Neufmontiers
- Oissery
- Penchard
- Le Plessis-aux-Bois
- Le Plessis-l'Évêque
- Précy-sur-Marne
- Saint-Mesmes
- Saint-Soupplets
- Trilbardou
- Varreddes
- Vignely
- Villenoy
- Villeroy

## Història
| Data d'elecció                           | Identitat        | Partit | Qualitat |
| ---------------------------------------- | ---------------- | ------ | -------- |
| 1945-1958                                | Lucie China      | PCF    |          |
| 1958-1976                                | André Carrez     | PCF    |          |
| 1976-1982                                | Noël Fraboulet   | PCF    |          |
| 1982-2001                                | José Hennequin   | PS     |          |
| 2001-2015                                | Michèle Pélabère | PS     |          |
| les dades anteriors no són pas conegudes |                  |        |          |
|                                          |                  |        |          |